# 伊萬尼夫卡 (霍羅希夫市鎮)
50°41′49″N 28°20′30″E / 50.69694°N 28.34167°E
伊萬尼夫卡（烏克蘭語：Іванівка）是位於烏克蘭北部的村莊，由日托米爾州日托米爾區的霍羅希夫市鎮負責管轄。該村始建於1915年，面積7.33平方公里，2001年人口80，人口密度每平方公里10.91人。